# Prêmios CONCACAF
Os Prêmios CONCACAF (no original em inglês: CONCACAF Awards) são prêmios de futebol concedidos anualmente para homenagear jogadores, árbitros e treinadores da região em que a CONCACAF administra no esporte. Foi criado em 2013.
Jogadores, treinadores e árbitros de qualquer nacionalidade são elegíveis para serem nomeados, desde que cumpram pelo menos um dos seguintes critérios:
1. Jogou / treinou / arbitrou em um torneio oficial da CONCACAF no clube ou a nivel nacional
2. Jogou / treinou / arbitrou para uma equipe nacional CONCACAF em uma competição internacional sancionada pela FIFA
3. Jogou / treinou / arbitrou em uma liga nacional dentro do território da CONCACAF.
Para cada prêmio, uma lista inicial de 20 indicados foi estabelecida pelos 41 grupos de membros associados da CONCACAF e pelos Grupos de Estudos Técnicos das competições da CONCACAF.
A lista final é votada por três grupos; Treinadores e capitães da seleção nacional das federações afiliadas, mídia e torcedores. Os votos de cada grupo fornecerão um terço do resultado total.

## Vencedoras futebol feminino

### Jogadora do Ano
| Ano  | Pos | Jogadora           | Clube                  |
| ---- | --- | ------------------ | ---------------------- |
| 2013 | 1ª  | Alex Morgan        | Portland Thorns        |
| 2013 | 2ª  | Abby Wambach       | Western New York Flash |
| 2013 | 3ª  | Shirley Cruz       | Paris Saint-Germain    |
|      |     |                    |                        |
| 2014 | 1ª  | Abby Wambach       | Western New York Flash |
| 2014 | 2ª  | Shirley Cruz       | Paris Saint-Germain    |
| 2014 | 3ª  | Charlyn Corral     | Merilappi United       |
|      |     |                    |                        |
| 2015 | 1ª  | Carli Lloyd        | Houston Dash           |
| 2015 | 2ª  | Alex Morgan        | Orlando Pride          |
| 2015 | 3ª  | Shirley Cruz       | Paris Saint-Germain    |
|      |     |                    |                        |
| 2016 | 1ª  | Alex Morgan        | Orlando Pride          |
| 2016 | 2ª  | Tobin Heath        | Portland Thorns        |
| 2016 | 3ª  | Crystal Dunn       | Washington Spirit      |
|      |     |                    |                        |
| 2017 | 1ª  | Alex Morgan        | Orlando Pride          |
| 2017 | 2ª  | Samantha Kerr      | Sky Blue FC            |
| 2017 | 3ª  | Christine Sinclair | Portland Thorns        |

### Goleira do Ano
| Ano  | Pos. | Jogadora         | Clube              |
| ---- | ---- | ---------------- | ------------------ |
| 2015 | 1ª   | Hope Solo        | Seattle Reign      |
| 2015 | 2ª   | Dinnia Díaz      | Moravia            |
| 2015 | 3ª   | Cecilia Santiago | Apollon Limassol   |
|      |      |                  |                    |
| 2016 | 1ª   | Ashlyn Harris    | Orlando Pride      |
| 2016 | 2ª   | Stephanie Labbé  | Washington Spirit  |
| 2016 | 3ª   | Yoselin Franco   | Unifut             |
|      |      |                  |                    |
| 2017 | 1ª   | Adrianna Franch  | Portland Thorns FC |
| 2017 | 2ª   | Ashlyn Harris    | Orlando Pride      |
| 2017 | 3ª   | Cecilia Santiago | América            |

### Treinador do Ano
| Ano  | Pos. | Treinador       | Clube/Seleção  |
| ---- | ---- | --------------- | -------------- |
| 2015 | 1ª   | Jill Ellis      | Estados Unidos |
| 2015 | 2ª   | Amelia Valverde | Costa Rica     |
| 2015 | 3ª   | Raiza Gutierrez | Panamá         |
|      |      |                 |                |
| 2016 | 1ª   | Amelia Valverde | Costa Rica     |
| 2016 | 2ª   | Jill Ellis      | Estados Unidos |
| 2016 | 3ª   | Michelle French | Estados Unidos |
|      |      |                 |                |
| 2017 | 1ª   | Eva Espejo      | Pachuca        |
| 2017 | 2ª   | Roberto Medina  | México         |
| 2017 | 3ª   | Amelia Valverde | Costa Rica     |

### Árbitra do Ano
| Ano  | Pos. | Árbitra              |  |
| ---- | ---- | -------------------- |  |
| 2015 | 1ª   | Kimberly Moreira     |  |
| 2015 | 2ª   | Lucila Venegas       |  |
| 2015 | 3ª   | Carol Anne Chenard   |  |
|      |      |                      |  |
| 2016 | 1ª   | Carol Anne Chenard   |  |
| 2016 | 2ª   | Quetzalli Alvarado   |  |
| 2016 | 3ª   | Kimberly Moreira     |  |
|      |      |                      |  |
| 2017 | 1ª   | Lucila Venegas       |  |
| 2017 | 2ª   | Carol Anne Chenard   |  |
| 2017 | 3ª   | Marianela Araya Cruz |  |

## Vencedores futebol masculino

### Jogador do Ano
| Ano  | Pos. | Jogador          | Clube              |
| ---- | ---- | ---------------- | ------------------ |
| 2013 | 1º   | Oribe Peralta    | Santos Laguna      |
| 2013 | 2º   | Landon Donovan   | LA Galaxy          |
| 2013 | 3º   | Clint Dempsey    | Seattle Sounders   |
|      |      |                  |                    |
| 2014 | 1º   | Keylor Navas     | Real Madrid        |
| 2014 | 2º   | Bryan Ruiz       | Fulham             |
| 2014 | 3º   | Tim Howard       | Everton            |
|      |      |                  |                    |
| 2015 | 1º   | Javier Hernández | Bayer Leverkusen   |
| 2015 | 2º   | Bryan Ruiz       | Sporting CP        |
| 2015 | 3º   | Andrés Guardado  | PSV Eindhoven      |
|      |      |                  |                    |
| 2016 | 1º   | Bryan Ruiz       | Sporting CP        |
| 2016 | 2º   | Hirving Lozano   | Pachuca            |
| 2016 | 3º   | Keylor Navas     | Real Madrid        |
|      |      |                  |                    |
| 2017 | 1º   | Keylor Navas     | Real Madrid        |
| 2017 | 2º   | Hirving Lozano   | PSV Eindhoven      |
| 2017 | 3º   | Andre Blake      | Philadelphia Union |

### Goleiro do Ano
| Ano  | Pos. | Goleiro          | Clube              |
| ---- | ---- | ---------------- | ------------------ |
| 2013 | 1º   | Tim Howard       | Everton            |
| 2013 | 2º   | Raúl Gudiño      | Guadalajara        |
| 2013 | 3º   | Keylor Navas     | Levante            |
|      |      |                  |                    |
| 2014 | 1º   | Tim Howard       | Everton            |
| 2014 | 2º   | Guillermo Ochoa  | Málaga             |
| 2014 | 3º   | Keylor Navas     | Real Madrid        |
|      |      |                  |                    |
| 2015 | 1º   | Tim Howard       | Everton            |
| 2015 | 2º   | Jaime Penedo     | Saprissa           |
| 2015 | 3º   | Guillermo Ochoa  | Málaga             |
|      |      |                  |                    |
| 2016 | 1º   | Keylor Navas     | Real Madrid        |
| 2016 | 2º   | Alfredo Talavera | Toluca             |
| 2016 | 3º   | Nahuel Guzmán    | Tigres UANL        |
|      |      |                  |                    |
| 2017 | 1º   | Keylor Navas     | Real Madrid        |
| 2017 | 2º   | Andre Blake      | Philadelphia Union |
| 2017 | 3º   | Jaime Penedo     | Dinamo București   |

### Treinador do Ano
| Ano  | Pos. | Treinador            | Clube/Seleção    |
| ---- | ---- | -------------------- | ---------------- |
| 2013 | 1º   | Jürgen Klinsmann     | Estados Unidos   |
| 2013 | 2º   | Miguel Herrera       | América & México |
| 2013 | 3º   | Luis Fernando Suárez | Honduras         |
|      |      |                      |                  |
| 2014 | 1º   | Jorge Luis Pinto     | Costa Rica       |
| 2014 | 2º   | Luis Fernando Suárez | Honduras         |
| 2014 | 3º   | Óscar Ramírez        | Alajuelense      |
|      |      |                      |                  |
| 2015 | 1º   | Hernán Darío Gómez   | Panamá           |
| 2015 | 2º   | Caleb Porter         | Portland Timbers |
| 2015 | 3º   | Miguel Herrera       | México & Tijuana |
|      |      |                      |                  |
| 2016 | 1º   | Óscar Ramírez        | Costa Rica       |
| 2016 | 2º   | Ricardo Ferretti     | Tigres UANL      |
| 2016 | 3ºº  | Diego Alonso         | Pachuca          |
|      |      |                      |                  |
| 2017 | 1º   | Greg Vanney          | Toronto FC       |
| 2017 | 2º   | Hernán Darío Gómez   | Panamá           |
| 2017 | 3º   | Juan Carlos Osorio   | México           |

### Árbitro do Ano
| Ano  | Pos. | Árbitro                 |
| ---- | ---- | ----------------------- |
| 2013 | 1º   | Marco Antonio Rodríguez |
| 2013 | 2º   | Roberto García          |
| 2013 | 3º   | Courtney Campbell       |
|      |      |                         |
| 2014 | 1º   | Mark Geiger             |
| 2014 | 2º   | Marco Antonio Rodríguez |
| 2014 | 3º   | Walter Quesada          |
|      |      |                         |
| 2015 | 1º   | Joel Aguilar            |
| 2015 | 2º   | Roberto Garcia          |
| 2015 | 3º   | Fernando Guerrero       |
|      |      |                         |
| 2016 | 1º   | César Arturo Ramos      |
| 2016 | 2º   | Joe Fletcher            |
| 2016 | 3º   | Joel Aguilar            |
|      |      |                         |
| 2017 | 1º   | César Arturo Ramos      |
| 2017 | 2º   | Joel Aguilar            |
| 2017 | 3º   | Kimbell Ward            |

## Outros

### Gol do Ano
| Ano  | Pos. | Jogador            | Time           | Adversário         | Placar | Competição                               |
| ---- | ---- | ------------------ | -------------- | ------------------ | ------ | ---------------------------------------- |
| 2013 | 1º   | Raúl Jiménez       | México         | Panamá             | 2–1    | Eliminatória Copa do Mundo 2014          |
| 2013 | 2º   | Juan Carlos García | Honduras       | Estados Unidos     | 2–1    | Eliminatória Copa do Mundo 2014          |
| 2013 | 3º   | Jozy Altidore      | Estados Unidos | Honduras           | 1–0    | Eliminatória Copa do Mundo 2014          |
|      |      |                    |                |                    |        |                                          |
| 2014 | 1º   | Bryan Ruiz         | Costa Rica     | Itália             | 1–0    | Copa do Mundo 2014                       |
| 2014 | 2º   | Esteban Ramírez    | Herediano      | Saprissa           | 3–1    | Campeonato Costarriquenho de 2014-15     |
| 2014 | 3º   | Joel Campbell      | Costa Rica     | Uruguai            | 3–1    | Copa do Mundo 2014                       |
|      |      |                    |                |                    |        |                                          |
| 2015 | 1ª   | Carli Lloyd        | Estados Unidos | Japão              | 5–2    | Copa do Mundo Feminino de 2015           |
| 2015 | 2º   | Paul Aguilar       | México         | Estados Unidos     | 3–2    | Copa CONCACAF de 2015                    |
| 2015 | 3º   | Darwin Quintero    | América        | Walter Ferretti    | 1–0    | Liga dos Campeões da CONCACAF de 2015–16 |
|      |      |                    |                |                    |        |                                          |
| 2016 | 1º   | Jesús Corona       | México         | Venezuela          | 1–1    | Copa América Centenário                  |
| 2016 | 2º   | Eduardo Herrera    | UNAM           | Honduras Progreso  | 2–0    | Liga dos Campeões da CONCACAF de 2016–17 |
| 2016 | 3º   | Alexander Larín    | Alianza        | New York Red Bulls | 1–0    | Liga dos Campeões da CONCACAF de 2016–17 |
|      |      |                    |                |                    |        |                                          |
| 2017 | 1º   | Amaury Escoto      | Lobos BUAP     | Guadalajara        | 2–1    | Liga MX Apertura 2017                    |
| 2017 | 2nd  | Camila             | Orlando Pride  | Houston Dash       | 1–0    | 2017 National Women's Soccer League      |
| 2017 | 3º   | Ernesto Sinclair   | Plaza Amador   | Árabe Unido        | 1–1    | 2017–18 Liga Panameña de Fútbol          |